# Ilija Petković
Ilija Petković (ur. 22 września 1945 w Kninie, zm. 27 czerwca 2020 w Belgradzie) – serbski piłkarz i trener piłkarski. W 2000 roku oraz w latach 2003–06 był selekcjonerem reprezentacji Serbii i Czarnogóry, z którą w czasie drugiej kadencji wywalczył awans do Mistrzostw Świata 2006.

## Kariera piłkarska
Zaczynał karierę w lokalnym FK Dinar Knin, a następnie przeniósł się do OFK Beograd. W 1973 roku wyjechał do francuskiego Troyes AC. Jako zawodnik tego klubu znalazł się w kadrze na Mistrzostwa Świata 1974. Grał wówczas na prawej pomocy, także przeciw Polsce. Był to jego ostatni, czterdziesty trzeci mecz w reprezentacji.

## Kariera szkoleniowa
Petković prowadził już reprezentację Serbii i Czarnogóry w 2000 roku, kiedy po mistrzostwach Europy zajął miejsce Vujadina Boškova. Utrzymał się na posadzie niecałe pół roku. Oskarżył szefów federacji o korupcję i zrezygnował z pracy.
Powrócił w sierpniu 2003, po zmianach organizacyjnych w związku. W kwalifikacjach do Mundialu 2006 reprezentacja nie poniosła porażki i straciła tylko jedną bramkę. W turnieju Serbowie przegrali wszystkie trzy mecze i z bilansem bramek 2:10 zakończyli udział na ostatnim miejscu w grupie. Petković po mistrzostwach złożył dymisję.